# Владари Леона
Краљевина Леон настаје након поделе Краљевине Астурије између три сина Алфонса III. Гарсија је владао у Леону, Ордоњо у Галицији а Фруела у Астурији.

## Астур-леонска династија
- 910-914 Гарсија I
- 914-924 Ордоњо II
- 924-925 Фруела II
- 925-925 Алфонсо Фројлаз Грбави
- 925-931 Алфонсо IV Монах
- 931-951 Рамиро II
- 950-956 Ордоњо III
- 956-958 Санчо I Троми (1. пут)
- 958-960 Ордоњо IV Зли
- 960-966 Санчо I Троми (2. пут)
- 967-984 Рамиро III
- 982-999 Бермудо II Костоболни
- 999-1028 Алфонсо V Племенити
- 1028-1037 Бермудо III

## Династија Наваре
Након пораза леонске војске и смрти леонског краља, Фернандо I Велики се домогао леонског престола преко своје супруге, Санче, сестре Бермуда III. Настаје прво уједињење Леона са новим краљевством Кастиља.
- 1037-1065 Фернандо I Велики
- 1072-1072 Санчо II Снажни
- 1065-1109 Алфонсо VI Храбри
- 1109-1126 Урака I

## Династија Бургундије
- 1126-1157 Алфонсо VII Цар

Након Алфонсове смрти, краљевство је било подељено између његова два сина. Фернандо је добио Леон, а Санчо Кастиљу.
- 1157-1188 Фернандо II
- 1188-1230 Алфонсо IX

Након Алфонсове смрти леонску круну наследио је његов син Фернандо који је већ био краљ Кастиље, иако га је отац разбаштинио. Од тог момента, краљевине Кастиље и Леон ће остати под истом круном.
- 1296-1301 Хуан I биће проглашен за краља 1296. и владаће до 1301, када је предао леонску круну Фернанду IV од Кастиље.